# 黑雀
黑雀是黑雀属（学名：[Nigrita] 错误：{{Lang}}：文本有斜体标记（帮助））下的小型雀形目鸟类，下有四个物种。分布于西非、中非和东非，主要栖息在森林、次生林、疏灌丛中。
黑雀体长10至15厘米，喙短而黑，部分物种的喙非常纤细。羽毛颜色多样，但均具有黑色的尾羽。上身为灰色或褐色，下身则为黑色、灰色、白色或红褐色。灰冠黑雀和淡额黑雀雄鸟面部为黑色，白胸黑雀头顶为黑色。黑雀可发出啭鸣或啼啭声。
黑雀以昆虫、果实和种子为食。常独自或成对地在树梢上觅食。

## 物种列表
- 白胸黑雀 [Nigrita fusconotus] 错误：{{Lang}}：文本有斜体标记（帮助）
- 栗胸黑雀 [Nigrita bicolor] 错误：{{Lang}}：文本有斜体标记（帮助）
- 淡额黑雀 [Nigrita luteifrons] 错误：{{Lang}}：文本有斜体标记（帮助）
- 灰冠黑雀 [Nigrita canicapillus] 错误：{{Lang}}：文本有斜体标记（帮助）